# Nephrotoma ochripennis
Nephrotoma ochripennis är en tvåvingeart som beskrevs av Alexander 1921. Nephrotoma ochripennis ingår i släktet Nephrotoma och familjen storharkrankar.
Artens utbredningsområde är Kenya. Inga underarter finns listade i Catalogue of Life.